# Улица Академика Лисицына
У́лица Акаде́мика Лиси́цына — улица на севере Москвы в Тимирязевском районе Северного административного округа, между Дмитровским шоссе и улицей Костякова.

## Происхождение названия

Могила Петра Лисицына в Тимирязевском парке.

Проектируемый проезд № 553 получил название улица Академика Лисицына 25 октября 2016 года. Улица получила имя советского селекционера-растениевода, одного из организаторов семеноводства и селекционного дела в СССР академика П. И. Лисицына (1877—1948), часть карьеры которого связана с Московской сельскохозяйственной академией имени К. А. Тимирязева. Вблизи проезда находится Всероссийский научно-исследовательский институт зерна и продуктов его переработки (ВНИИЗ), первым директором которого был Пётр Лисицын. Могила академика Лисицына располагается в Тимирязевском парке.

## Описание
Улица начинается от Дмитровского шоссе и проходит на запад до улицы Костякова.